# Daniel Siegl
Daniel Siegl (* 18. Juni 1988) ist ein österreichischer Fußballspieler.

## Karriere
Siegl begann seine Karriere beim ASKÖ Stinatz. 2003 kam er in das BNZ Burgenland. 2004 wechselte er zur Zweitmannschaft des TSV Hartberg. Im September 2007 stand er gegen den FC Wels erstmals im Kader der ersten Mannschaft. Sein Debüt in der Regionalliga gab er im Oktober 2007, als er am elften Spieltag der Saison 2007/08 gegen die Amateure des SK Sturm Graz in der 83. Minute für Daniel Pirker eingewechselt wurde. Seinen ersten Treffer in der Regionalliga erzielte er im September 2008 bei einer 2:1-Niederlage gegen den FC St. Veit.
Mit Hartberg stieg er 2009 in die zweite Liga auf. In der Aufstiegssaison 2008/09 kam er zu 28 Einsätzen in der Regionalliga, in denen er einen Treffer erzielten konnte. Im November 2009 debütierte er in der zweithöchsten Spielklasse, als er am 16. Spieltag der Saison 2009/10 gegen den FC Admira Wacker Mödling in der 77. Minute für Igor Sekić ins Spiel gebracht wurde.
Zur Saison 2010/11 wechselte Siegl zum viertklassigen ASKÖ Stinatz, für den er bereits als Jugendlicher gespielt hatte. Im Sommer 2012 wechselte er zum Regionalligisten SV Stegersbach. In seinen zwei Jahren bei Stegersbach absolvierte er 47 Spiele in der Regionalliga Ost, in denen er sieben Treffer erzielte.
Zur Saison 2014/15 schloss er sich dem SV Lafnitz an, für den er in jener Saison in 23 Spielen in der Regionalliga Mitte zum Einsatz kam, in denen er zwei Tore erzielte. Nach einer Saison bei Lafnitz kehrte er 2015 zum inzwischen viertklassigen SV Stegersbach zurück.
Nach drei weiteren Saisonen bei Stegersbach, in denen er 81 Spiele in der Burgenlandliga absolviert und dabei elf Tore erzielt hatte, wechselte er zur Saison 2018/19 zum SC Fürstenfeld. Für Fürstenfeld kam er zu 25 Einsätzen in der Landesliga. Zur Saison 2019/20 schloss er sich dem Regionalligisten FC Gleisdorf 09 an. Für die Gleisdorfer absolvierte er 17 Spiele in der Regionalliga.
Zur Saison 2020/21 kehrte Siegl nach Fürstenfeld zurück.

## Persönliches
Sein Bruder Philipp (* 1993) ist ebenfalls Fußballspieler.